# Galinakopf
El Galinakopf es una montaña de 2198 metros de altitud situada en el macizo de Rätikon, un grupo montañoso de los Alpes Centrales Orientales. Se encuentra exactamente en la frontera estatal entre Austria (estado de Vorarlberg) y Liechtenstein (parte oriental del municipio de Balzers, Valorschbach). Su flanco sur está cubierto de hierba hasta la cruz de la cumbre, los otros lados consisten en paredes de roca parcialmente escarpadas. Del Galinakopf parten cuatro crestas pronunciadas al norte, este, sur y suroeste. La dentada cresta del norte se llama Galinagratle y no debe confundirse con el Galinagrätle, cubierto de praderas, que discurre primero hacia el este y luego hacia el noreste. La montaña domina sobre su entorno debido a su altura, por lo que es una montaña mirador muy popular a la que se puede subir fácilmente por el flanco sur.

## Medio ambiente
El Galinakopf se encuentra a unos cinco kilómetros y medio en línea recta al norte de la estación de deportes de invierno de Liechtenstein, Malbun, en el valle de Malbuntal. La ciudad de Vorarlberg, Nenzing, se encuentra a unos siete kilómetros y medio al noreste. La montaña desciende hacia el valle de Wurmtal al oeste, hacia el Galinaalpe al este y hacia el valle de Valorschbach al suroeste. Las montañas vecinas son considerablemente más bajas.

## Lecturas y mapa
- Manfred Hunziker:  Ringelspitz/Arosa/Rätikon  Alpine Touren/Bündner Alpen, editor del SAC 2010, ISBN 978-3-85902-313-0, p. 512
- Günther Flaig: Alpenvereinsführer Rätikon, Bergverlag Rudolf Rother, Munich, 1989, ISBN 3-7633-1098-3
- Mapa de Suiza a 1:25.000, hoja 1136, Drei Schwestern

- Datos: Q642396
- Multimedia: Galinakopf / Q642396